# Capellen (tổng)
Capellen là một tổng về phía tây nam của Luxembourg, ở huyện Luxembourg. Thủ phủ là Capellen (thị trấn Mamer).
Tổng này bao gồm11 thị trấn: 
- Bascharage
- Clemency
- Dippach
- Garnich
- Hobscheid
- Kehlen
- Koerich
- Kopstal
- Mamer
- Septfontaines
- Steinfort

==Tham khảo==